# Мамут, Александр Леонидович
Алекса́ндр Леони́дович Маму́т (29 января 1960, Москва) — российский предприниматель и финансист, миллиардер. Бывший (до 2020) совладелец Rambler Group.
Обладая состоянием в $2,3 млрд в 2020 году занимает 42-е место в списке 200 богатейших бизнесменов России (по версии журнала Forbes) и 908-е место в мире. Развивал в Российской Федерации нидерландскую торговую сеть Spar.
Имеет гражданство Израиля.

## Биография
Отец — Мамут, Леонид Соломонович, доктор юридических наук, заслуженный юрист РФ, один из составителей новой российской Конституции. Мать — Цицилия Людвиговна, адвокат.
В 1977 году окончил московскую спецшколу № 17 с углубленным изучением английского языка, в 1982 году — юридический факультет МГУ.
В 1990 году создал юридическую фирму «АЛМ-Консалтинг» («АЛМ» — аббревиатура от А. Л. Мамут), в которой в 1990—1993 годы был управляющим партнёром. В 1993—1998 годах — учредитель, председатель правления коммерческого банка «Компания по проектному финансированию». В 1993—1997 годах — один из учредителей, акционер и член совета директоров розничноторговой сети «Седьмой континент». В 1998—2001 годах — учредитель и акционер «АЛМ Девелопмент». В 1998 году работал советником по экономическим вопросам в администрации президента России, в 1999 году был советником главы администрации президента России Александра Волошина.
В период 1999—2002 годов — председатель совета директоров МДМ-банка. С 2002 по 2005 год — председатель совета директоров «Тройки Диалог». Входил в состав совета директоров «Ингосстраха» (2005—2006).
В 2006 году основал компанию SUP, которая в 2007 году приобрела сервис LiveJournal. В 2007 году открыл ресторан-клуб The Most. В 2008 году инвестиционная компания A&NN, принадлежащая Мамуту, приобрела у Евгения Чичваркина и Тимура Артемьева 100 % акций компании «Евросеть»; в октябре 2008 года 49,9 % акций «Евросети» были проданы «Вымпелкому».
В 2008 году стал владельцем кинотеатра «Пионер». В 2009 году стал владельцем 61 % акций российского подразделения торговой сети SPAR. В 2009 году за символический $1 купил футбольный клуб «Торпедо Москва», но после конфликта и разрыва с Александром Тукмановым заявил в ПФЛ футбольный клуб «Торпедо-ЗИЛ». В 2011 году стал акционером Номос-банка. Также являлся миноритарным (6,7 %) акционером банка «Открытие» (созданного на базе Номос-банка) через компанию «Открытие холдинг». В мае 2011 года инвесткомпания A&NN Мамута приобрела британскую сеть книжных магазинов Waterstone’s.
В декабре 2012 стал единоличным владельцем (100 % акций) SUP Media. В апреле 2014 года как управляющий акционер группы Rambler&Co (ранее известной как объединённая компания «Афиша-Рамблер-SUP») лично возглавил группу в статусе генерального директора. Является акционером «Полиметалла» с пакетом в 9,2 %.
В конце марта — начале апреля 2017 года приобрёл крупнейшие в России кинотеатральные сети «Синема Парк» (владеет 39 кинотеатрами и 348 кинозалами) и «Формула кино» (35 кинотеатров с 264 залами, 75 % акций было выкуплено у A1 за 9-10,2 млрд рублей). Являлся председателем совета директоров обеих компаний. В сентябре 2022 года покинул пост главы совета директоров киносети «Синема Парк» и «Формула кино».
В феврале 2022 года связанную со структурами Александра Мамута Ideas4Retail через суд потребовали лишить выкупленного у ГК «Ташир» Самвела Карапетяна бренда Good’s House.
22 июня 2023 года издание Медуза сообщило, что Мамут покинул Россию после начала вторжения на Украину и планирует открыть медиа-холдинг для продвижения либеральной повестки, а также спонсировать исследовательский проект экономиста Сергея Гуриева. Однако сам Александр Мамут опроверг эти утверждения, назвав их целенаправленной дезинформацией и "местью за увольнение Галины Тимченко из Lenta.ru" в 2014 году . Проживает «на две страны» — в Великобритании и во Франции.

## Микрокредитный бизнес
С 2012 года Александру Мамуту принадлежит 50 % компании «Мигкредит», основной вид деятельности которой — микрокредитование граждан, которым отказано в займах в банках. Компания Мамута предлагает займы от 3 до 12 тысяч рублей, и выше на срок от одной недели. Эффективная ставка «Мигкредита» превышает 360 % годовых по самому длинному и крупному займу.

## Rambler Group
Сбербанк выкупил у Мамута 45 % акций Rambler Group, увеличив таким образом свою долю в компании до 100%.

## Санкции
13 июня 2025 года внесён в санкционный список Канады лиц, которые по данным «Фонда борьбы с коррупцией», поддерживали нападение на Украину, либо извлекали выгоду от войны. Санкции запрещают въезд в Канаду и предполагают заморозку активов в стране.

## Благотворительная и культурная деятельность
На протяжении 15 лет финансировал издание поэтического журнала «Арион».

## Награды
23 октября 2018 года Александр Мамут стал кавалером французского ордена Искусств и литературы.

## Семья
Вдовец после второго брака. Воспитывает пятерых детей:
- сына Николая.
- близнецов (2013 год рождения).

и двух приёмных сыновей от первого брака его второй жены Надежды Ляминой.
- Леонида и Дмитрия Брежневых (правнуков Леонида Ильича Брежнева).